# Coast Guard Intelligence
Coast Guard Intelligence er det amerikanske kystvagts militære efterretningsvæsen og en del af sikkerhedstjenesten i det amerikanske forsvarsministerium. Coast Guard Intelligence primære opgave er at beskytte de amerikanske kystlinjer. CGI blev grundlagt i 1915.